# Shah Alam
Shah Alam /ʃɑː ˈɑːləm/ là thủ phủ của bang Selangor, Malaysia, nằm trong huyện Petaling và một phần nhỏ của huyện Klang. Thành phố nằm cách 25 kilômét (16 mi) về phía tây của thủ đô Kuala Lumpur. Shah Alam thay thế Kuala Lumpur trong vai trò thủ phủ của bang Selangor vào năm 1978 do Kuala Lumpur được hợp thành lãnh thổ liên bang vào năm 1974. Shah Alam là thành phố được hoạch định đầu tiên tại Malaysia sau khi độc lập từ Anh Quốc vào năm 1957.

## Khí hậu
| Dữ liệu khí hậu của Klang, Malaysia (khoảng 7km từ Shah Alam) | Dữ liệu khí hậu của Klang, Malaysia (khoảng 7km từ Shah Alam) | Dữ liệu khí hậu của Klang, Malaysia (khoảng 7km từ Shah Alam) | Dữ liệu khí hậu của Klang, Malaysia (khoảng 7km từ Shah Alam) | Dữ liệu khí hậu của Klang, Malaysia (khoảng 7km từ Shah Alam) | Dữ liệu khí hậu của Klang, Malaysia (khoảng 7km từ Shah Alam) | Dữ liệu khí hậu của Klang, Malaysia (khoảng 7km từ Shah Alam) | Dữ liệu khí hậu của Klang, Malaysia (khoảng 7km từ Shah Alam) | Dữ liệu khí hậu của Klang, Malaysia (khoảng 7km từ Shah Alam) | Dữ liệu khí hậu của Klang, Malaysia (khoảng 7km từ Shah Alam) | Dữ liệu khí hậu của Klang, Malaysia (khoảng 7km từ Shah Alam) | Dữ liệu khí hậu của Klang, Malaysia (khoảng 7km từ Shah Alam) | Dữ liệu khí hậu của Klang, Malaysia (khoảng 7km từ Shah Alam) | Dữ liệu khí hậu của Klang, Malaysia (khoảng 7km từ Shah Alam) |
| Tháng                                                         | 1                                                             | 2                                                             | 3                                                             | 4                                                             | 5                                                             | 6                                                             | 7                                                             | 8                                                             | 9                                                             | 10                                                            | 11                                                            | 12                                                            | Năm                                                           |
| ------------------------------------------------------------- | ------------------------------------------------------------- | ------------------------------------------------------------- | ------------------------------------------------------------- | ------------------------------------------------------------- | ------------------------------------------------------------- | ------------------------------------------------------------- | ------------------------------------------------------------- | ------------------------------------------------------------- | ------------------------------------------------------------- | ------------------------------------------------------------- | ------------------------------------------------------------- | ------------------------------------------------------------- | ------------------------------------------------------------- |
| Trung bình ngày tối đa °C (°F)                                | 32 (90)                                                       | 32 (90)                                                       | 33 (91)                                                       | 32 (90)                                                       | 32 (90)                                                       | 32 (90)                                                       | 32 (90)                                                       | 32 (90)                                                       | 32 (90)                                                       | 32 (90)                                                       | 31 (88)                                                       | 31 (88)                                                       | 32 (90)                                                       |
| Trung bình ngày °C (°F)                                       | 27 (81)                                                       | 28 (82)                                                       | 28 (82)                                                       | 28 (82)                                                       | 28 (82)                                                       | 28 (82)                                                       | 28 (82)                                                       | 28 (82)                                                       | 28 (82)                                                       | 28 (82)                                                       | 27 (81)                                                       | 27 (81)                                                       | 28 (82)                                                       |
| Tối thiểu trung bình ngày °C (°F)                             | 23 (73)                                                       | 23 (73)                                                       | 23 (73)                                                       | 24 (75)                                                       | 24 (75)                                                       | 23 (73)                                                       | 23 (73)                                                       | 23 (73)                                                       | 23 (73)                                                       | 23 (73)                                                       | 23 (73)                                                       | 23 (73)                                                       | 23 (73)                                                       |
| Lượng Giáng thủy trung bình mm (inches)                       | 162.6 (6.40)                                                  | 170.2 (6.70)                                                  | 231.1 (9.10)                                                  | 276.9 (10.90)                                                 | 195.6 (7.70)                                                  | 124.5 (4.90)                                                  | 127.0 (5.00)                                                  | 142.2 (5.60)                                                  | 195.6 (7.70)                                                  | 266.7 (10.50)                                                 | 281.9 (11.10)                                                 | 228.6 (9.00)                                                  | 2.402,9 (94.6)                                                |
| Nguồn: The Weather Channel Forecasts                          |                                                               |                                                               |                                                               |                                                               |                                                               |                                                               |                                                               |                                                               |                                                               |                                                               |                                                               |                                                               |                                                               |

## Thành phố kết nghĩa
| - Surabaya, Đông Java, Indonesia. | - Hanam, Gyeonggi-do, Hàn Quốc. |